# أميديو التاسع (دوق سافوي)
الطوباوي أميديو التاسع (1 فبراير 1435 - 30 مارس 1472)؛ الملقب بـ السعيد، هو دوق سافوي منذ 1465 حتى وفاته في 1472، تم تبجيله في الكنيسة الكاثوليكية وعيده في 30 مارس.

## الحياة
ولد أميديو في ثورون-لاس-باني (اليوم في فرنسا) هو الابن البكر لـ لويس دوق سافوي وآن القبرصية ابنة يانوس ملك قبرص، رتب والده زواجاً سياسياً له من يولاند شقيقة لويس الحادي عشر وابنة شارل السابع ملك فرنسا، بحيث تنافست فرنسا والإمبراطورية الرومانية المقدسة على السيطرة على ممرات جبال الألب الهامة وطرق التجارية في سافوي، مما أدى إلى زيادة نفوذ الفرنسي في سافوي، وأيضا شارك في حروب بين فرنسا والأباطرة.
كان أميديو حامياً خاصاً لـ رهبنة الفرنسيسكانية بحيث ووهب لهم بعض منازل الدينية، وفضلاً عن المنازل التي كانت لرعاية الفقراء والمتشردين، في 1471 قام أميديو قام بالحج إلى سان كلو، وتوفي في العام التالي، في 3 مارس 1677 تم تطوبيه من قبل البابا إينوسنت الحادي عشر.

### الأبناء
أنجبت يولاند له عشرة أبناء:-
- لويجي (1453).
- آنا (1480-1455)؛ تزوجت من فريدريكو الأراغوني أمير ألتامورا (لاحقاً ملك نابولي).
- كارلو (1471-1456)؛ أمير بيدمونت.
- ماريا (1511-1460)؛ تزوجت من فيليب دي هاشبيرغ-سوسنبيرغ.
- الطوباوية لويز (1503-1461)؛ تزوجت من هيو أمير شالون، ثم أصبحت لاحقاً راهبة ضمن رهبنة كلارا الفقيرة.
- فيليبرتو الأول دوق سافوي (1482-1465).
- برناردو (1467).
- كارلو الأول دوق سافوي (1490-1468).
- جياكومو لويجي (1485-1470)؛ كونت جينيفواز، فرنسا.
- جيان كلاوديو غاليازو (1472).